# 르노 탈리스만
르노 탈리스만(프랑스어: Renault Talisman 르노 탈리스망[*])은 2015년에 출시된 르노의 중형차 모델이다.
라구나와 래티튜드의 통합 후속 모델이며, 이름은 영어로 부적을 의미한다.

## 특징

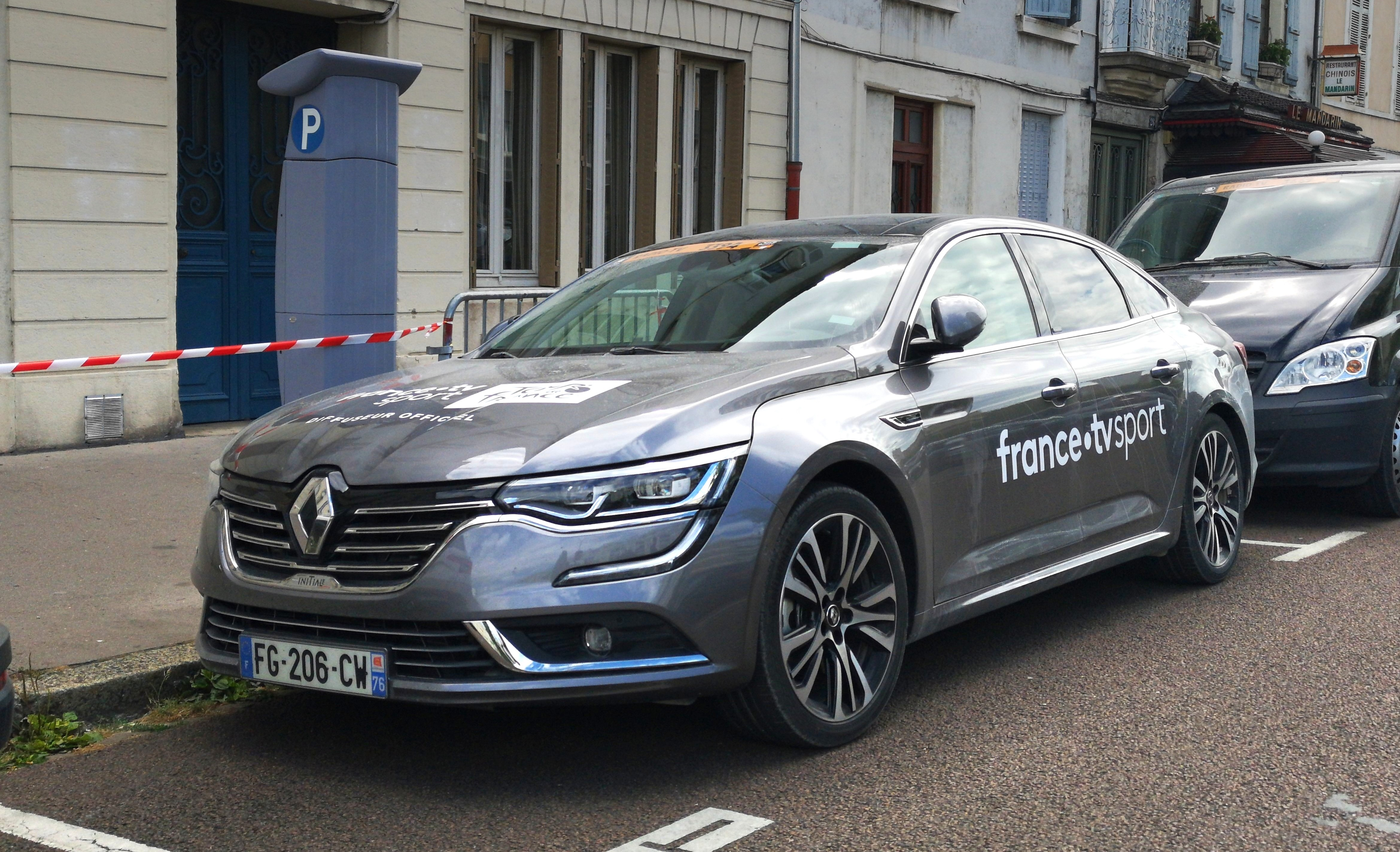
르노 탈리스만 세단 정측면

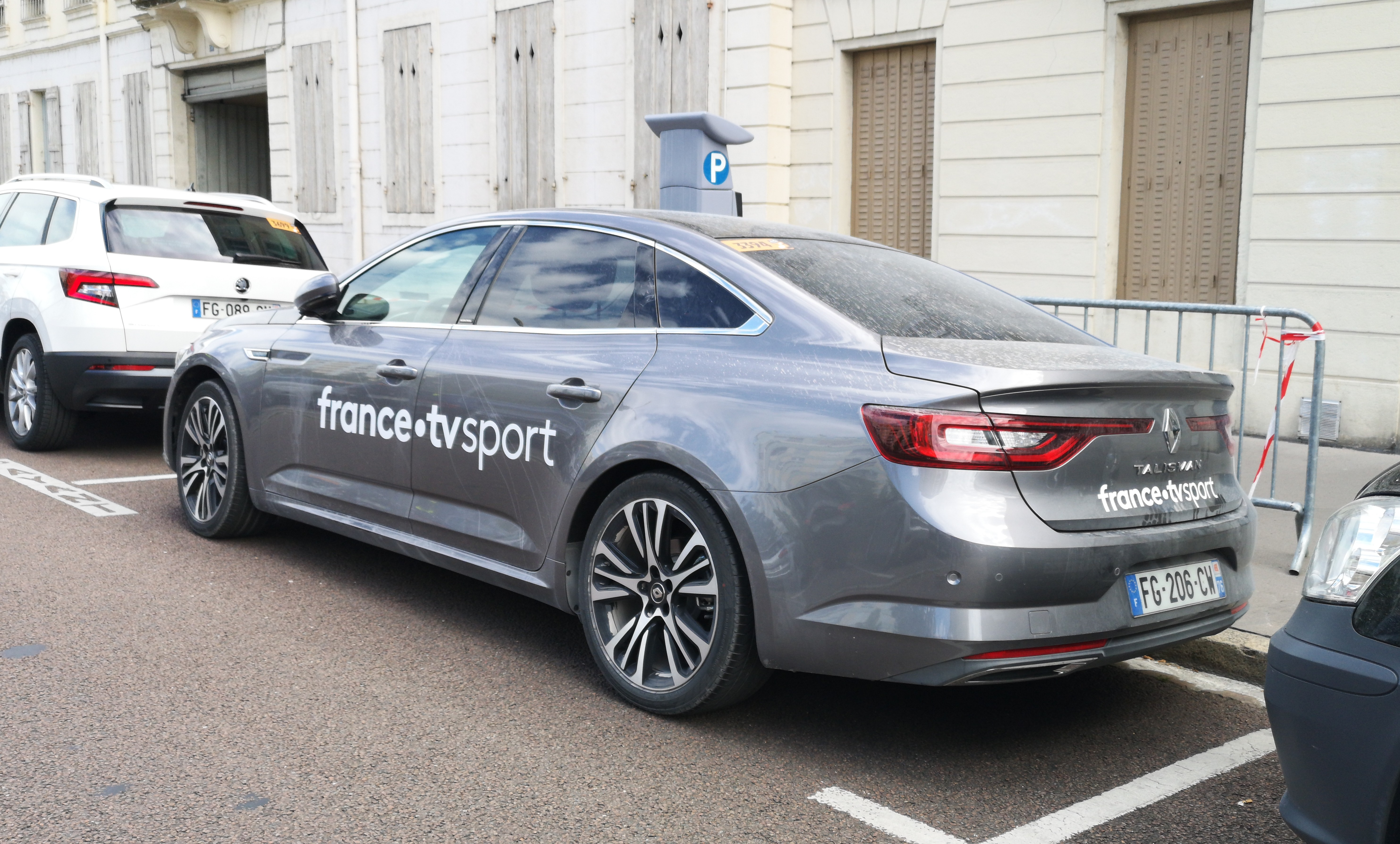
르노 탈리스만 세단 후측면

2015년 7월 6일에 세단 모델이 샹티이성에서 르노의 회장이었던 카를로스 곤에 의해 최초 발표되었고, 9월에 개최된 프랑크푸르트 모터쇼에서 왜건 모델이 추가로 공개되었다. 차량의 코드명은 세단 모델은 LFD, 왜건은 KFD였다. 본래 쿠페 모델도 개발하고 있었으나, 시장성의 문제로 도중에 취소되었다.
르노와 닛산이 공동 개발한 모듈형 플랫폼인 CMF-CD를 탑재하였으며, 유로 엔캡에서 시행한 충돌 테스트에서 별 5개를 받았다. 자사의 미니밴인 에스파스와 같이 우측 운전석 모델을 개발하지 않아 영국, 일본, 호주, 홍콩 등의 시장에서는 판매되지 않았다.
에스파스와 르노의 새로운 패밀리 룩을 공유하고 있으며, 기존의 라구나보다 더 크고 낮은 무게 중심을 가지고 있다. 기능은 LED 퓨어 비전 헤드램프, 앰비언트 라이트, 4 컨트롤이라는 4륜 조향 시스템, 멀티 센스, R-링크, 보스 오디오 시스템이 들어갔다.
출시 초기 유럽 시장에서는 Life, Zen, Intens, Initiale Paris의 트림 레벨이 존재하였다.
2016년 3월부터는 대한민국 시장에서 르노삼성 SM6라는 명칭으로 판매를 개시하였다.
차량의 판매는 우핸들 국가를 제외한 대부분의 유럽 국가들과 한국(SM6), 베트남, 중동, 모로코, 가나에서 이루어졌다. 본래 중국 시장에서도 대한민국 생산분을 판매하려고 했었으나, 관세와 여러 문제로 판매되지 않았다. 초창기 판매량은 다소 낮은 편이었으나, 왜건 모델의 판매 돌입 이후에는 높은 판매량을 기록해 나갔다.
2020년 부분 변경 모델이 출시되었다.
2022년에 판매량 부진과 르노의 라인업 정리 정책으로 인해 단종되었다. 한편 형제차인 SM6는 탈리스만과 달리 현재도 판매 중에 있다.
탈리스만이 단종된 후, 르노 두에 공장은 르노 5 E-테크, 르노 세닉 E-테크, 메간 E-테크와 같은 전기차 생산 공장으로 바뀌었다.

## 사진

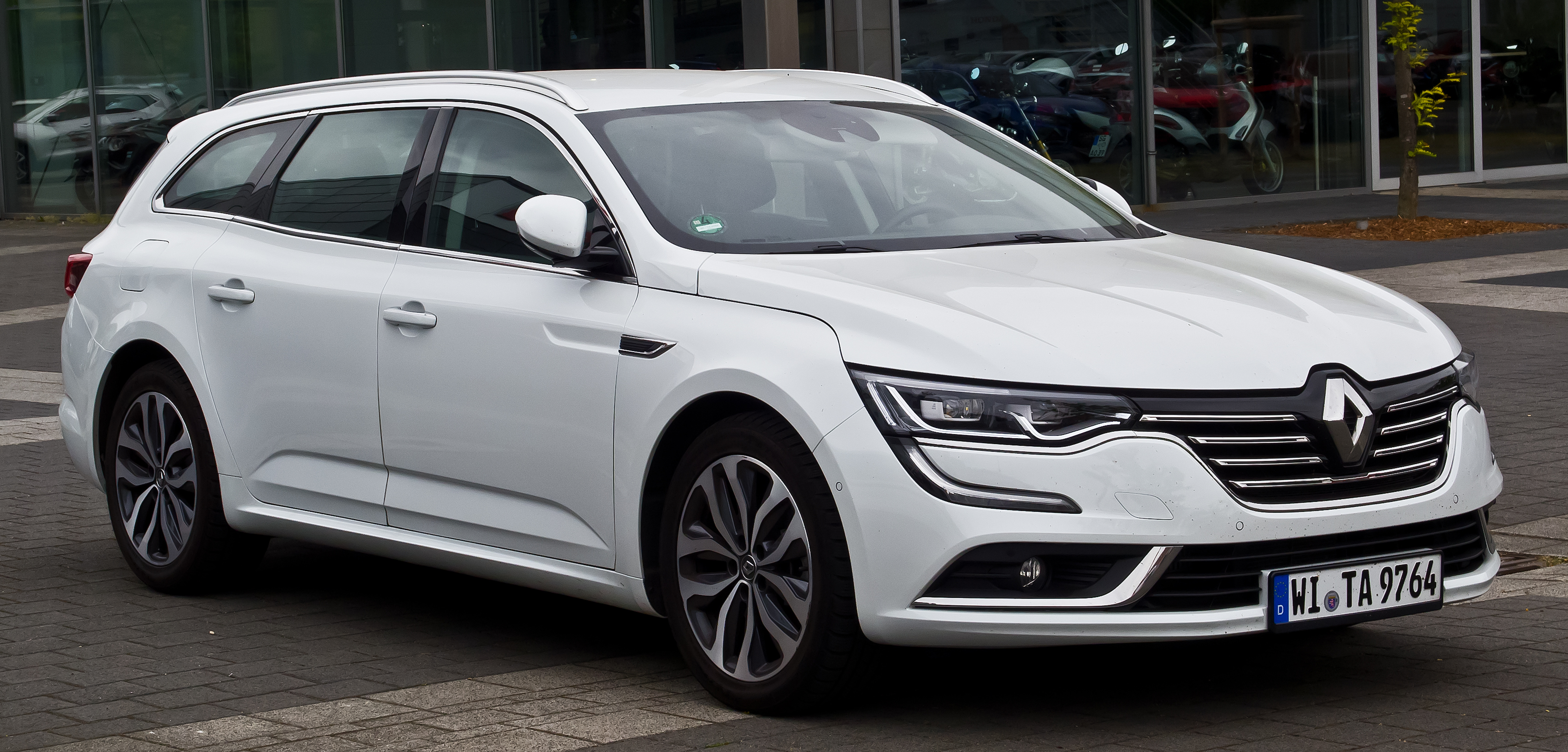
르노 탈리스만 왜건 정측면
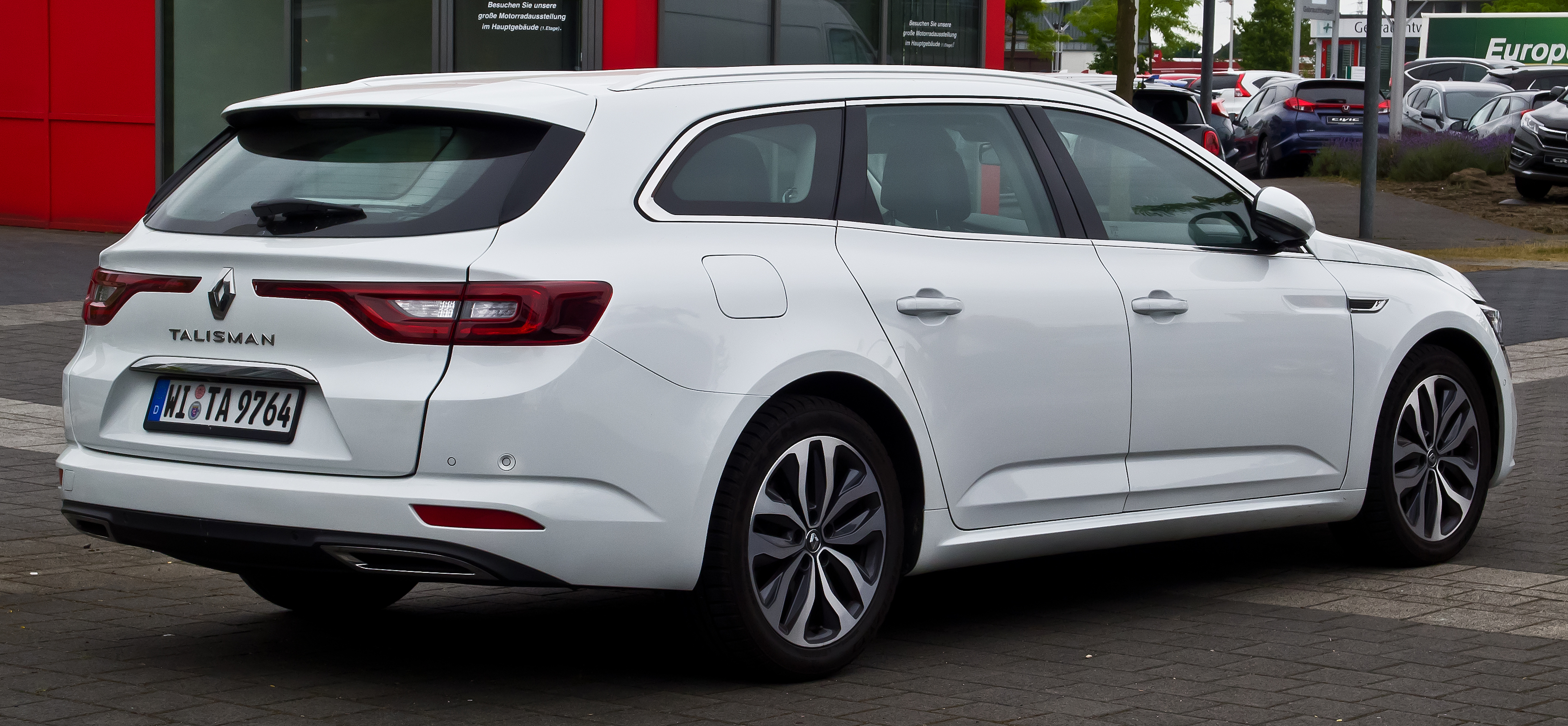
르노 탈리스만 왜건 후측면
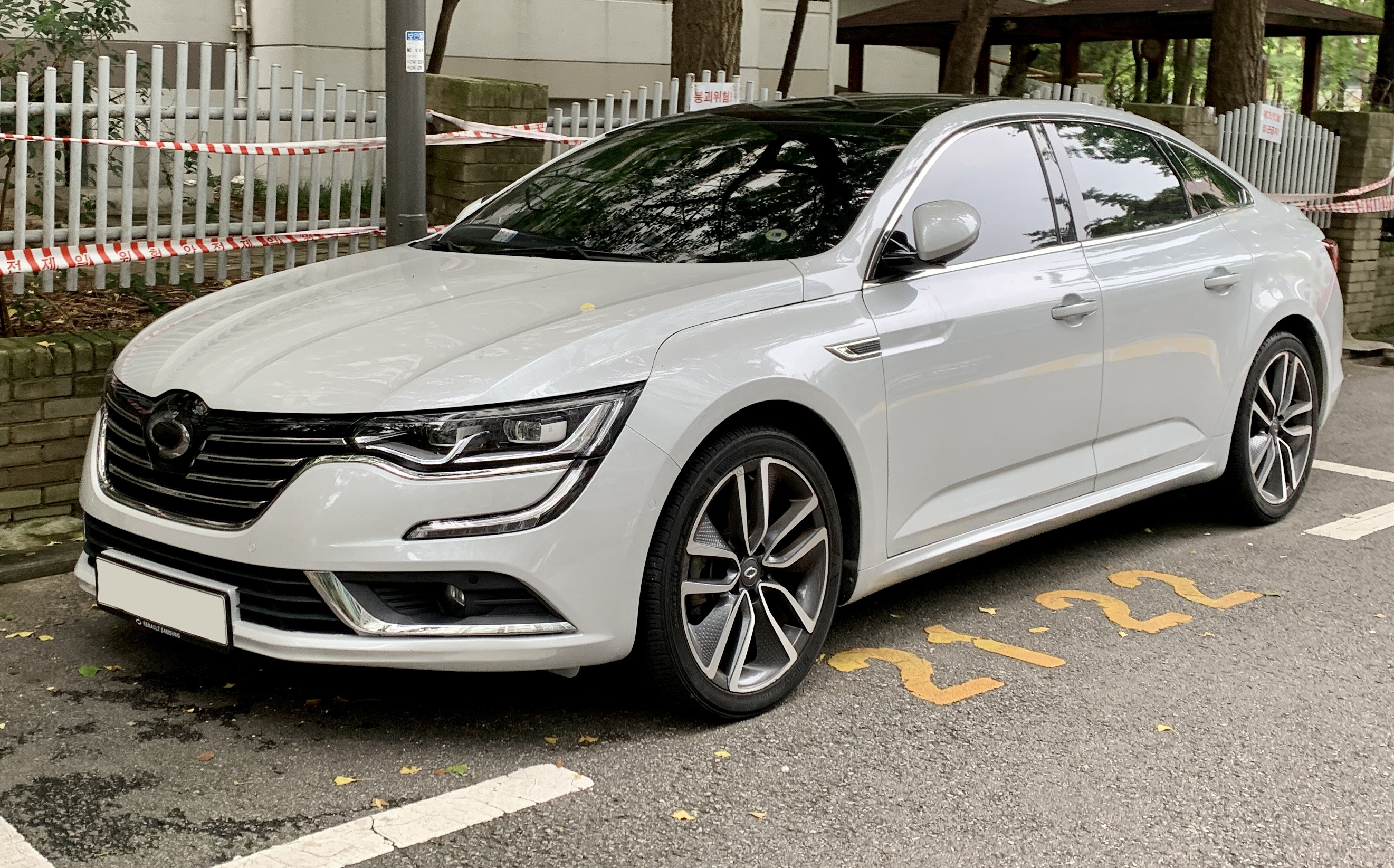
형제차인 르노삼성 SM6 정측면
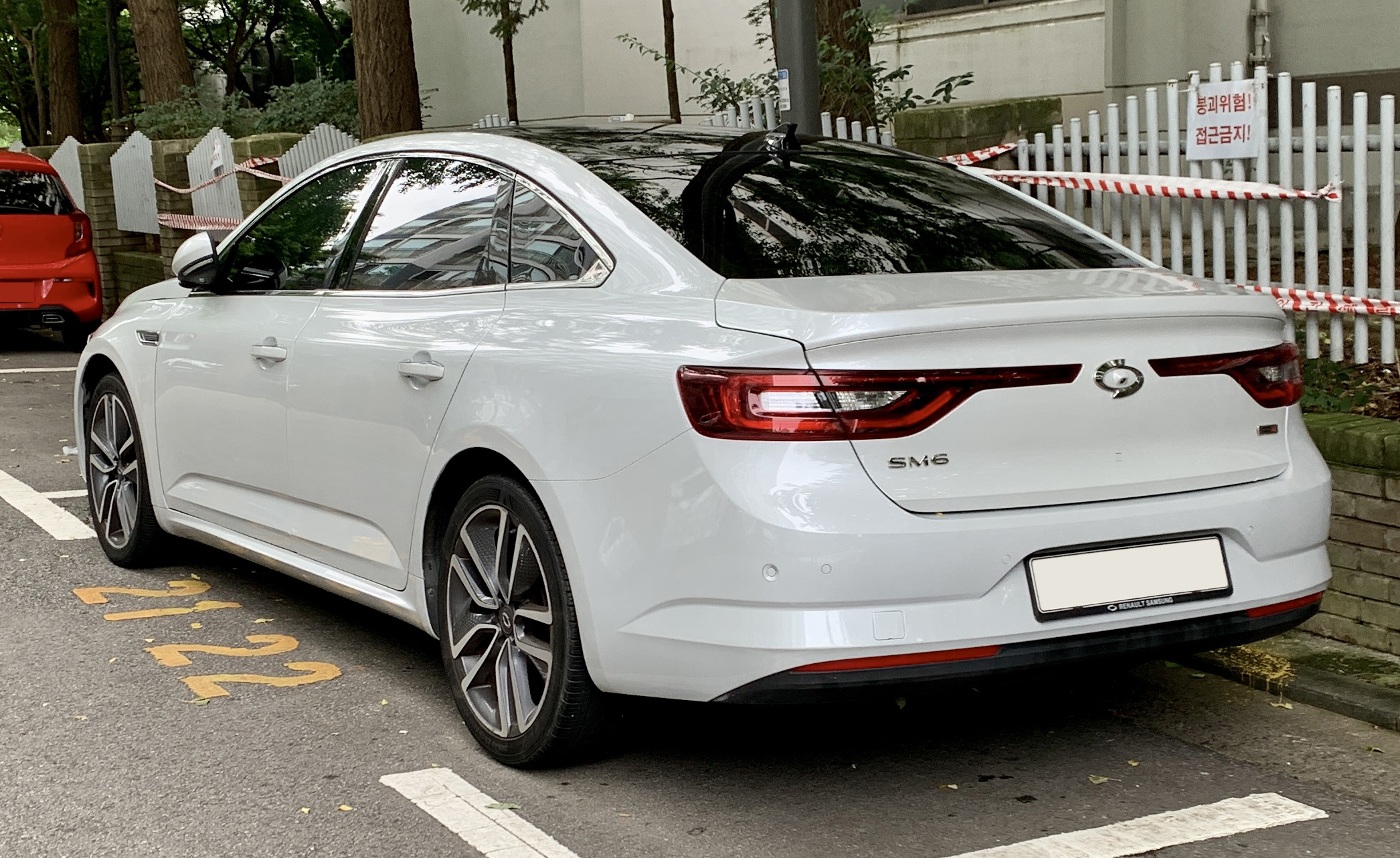
형제차인 르노삼성 SM6 후측면

## 트리비아
르노 탈리스만은 르노 18 이후 최초의 해치백 사양이 없는 르노 중형차이다.